# Julio (España)
Julio es un despoblado español del municipio de Ezprogui, perteneciente a la Comunidad Foral de Navarra.

## Historia
Hacia mediados del siglo XIX, el lugar, que por entonces formaba ayuntamiento con Arteta, Guetádar y Usumbelz, tenía contabilizada una población de diez habitantes. Aparece descrito en el noveno volumen del Diccionario geográfico-estadístico-histórico de España y sus posesiones de Ultramar de Pascual Madoz con las siguientes palabras:

JULIO: l. del valle de Aibar, en la prov. y c. g. de Navarra, part. jud. de Aoiz (6 leg.), aud. terr. y dióc. de Pamplona (6), nombre un regidor con Arteta, Guetadar y Usumbels y forma ayunt. con Sabaiza, Moriones y Ezprogui; sit. en un barranco, circunvalado de montañas bastante elevadas y á corta dist. de un riach. de su nombre. clima templado; le combaten los vientos N. y S., y se padecen catarros y afecciones de pecho. Tiene 2 casas, igl. aneja de Guetadar San Julian), y diferentes fuentes de aguas comunes y saludables. El térm. se estiende 1/2 leg. de N. á S. y lo mismo de E. á O., y confina N. Arteta; E. Guetadar; S. y O. Olleta; comprendiendo en su circunferencia un monte poblado de robles, hayas y arbustos. El terreno es montañoso; le atraviesa el espresado riach. que nace en este térm. y va á desaguar en el r. Aragon. caminos: los de pueblo á pueblo, en mal estado: la correspondencia se recibe y despacha por el balijero del valle, los lunes, miércoles y sábados. prod.: trigo, avena, patatas y otras legumbres y hortalizas: cria de ganado vacuno: caza de liebres, corzos y perdices. pobl.: 2 vec., 10 alm. riqueza con el valle. (V.)
(Madoz, 1847, p. 662)